# Marcairie
Pour les articles homonymes, voir Fromager (homonymie).

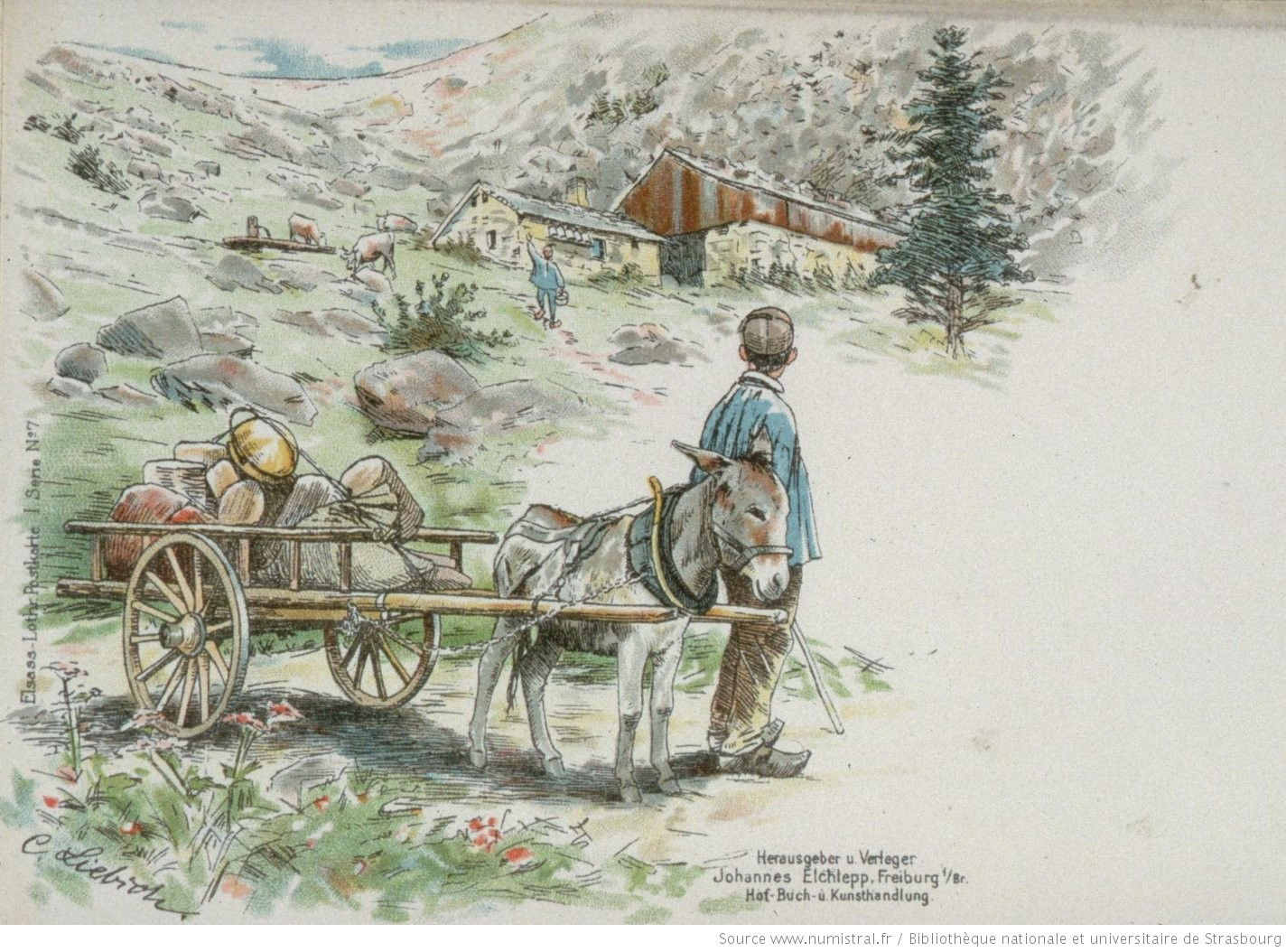
Marcaires dans les Vosges, illustration de C. Liebig

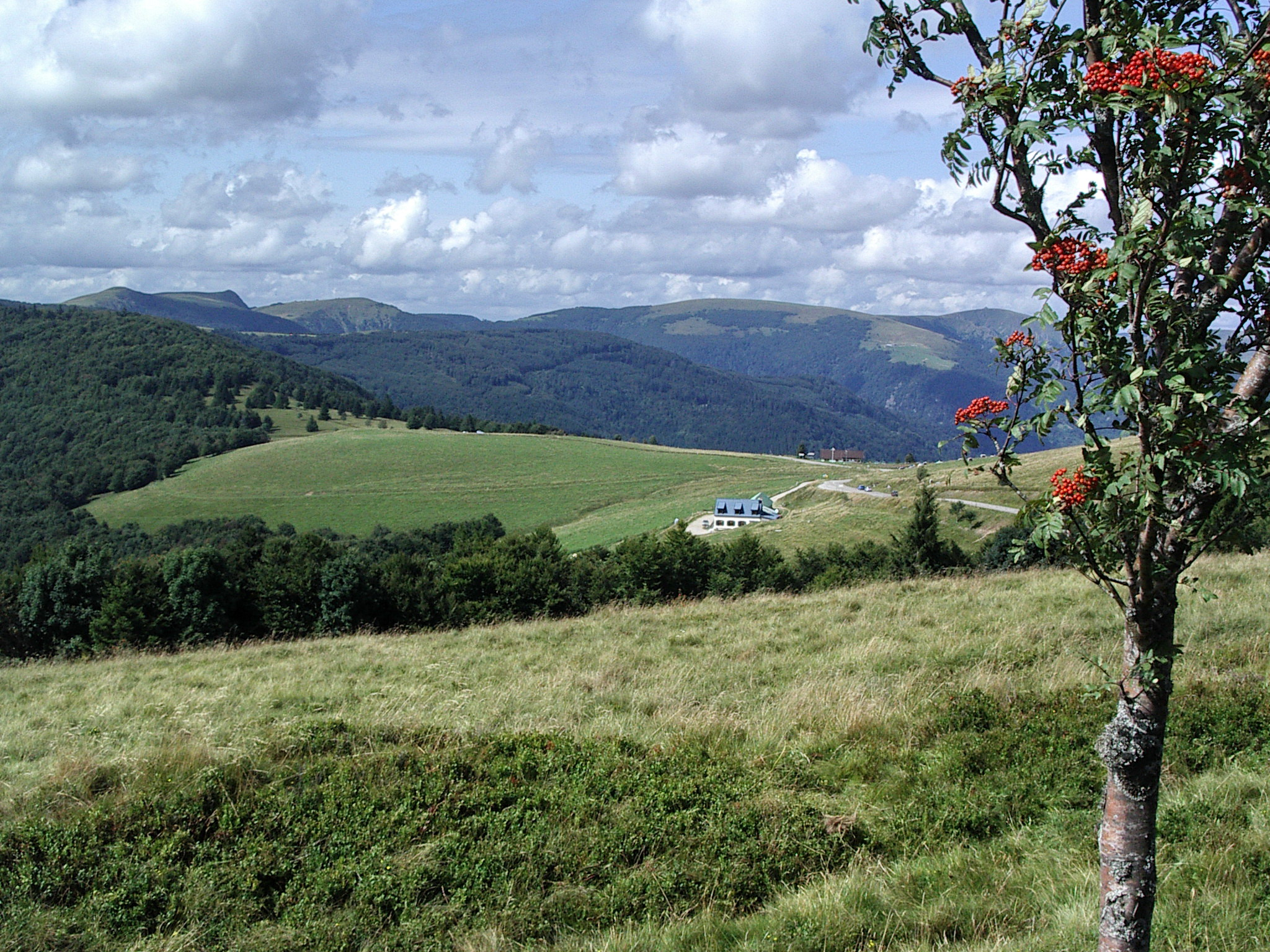
Le massif du Hohneck et la ferme auberge Hannenbrunnen, vus depuis la route des crètes. Cliquez sur l'image pour plus de détails, puis passez le curseur de la souris sur l'image pour voir les notes sur le fichier

Une marcairie ou marquairerie est un bâtiment agricole dépendant d'une ferme, de petite à moyenne taille, établie dans les alpages du massif des Vosges, le plus souvent sur les hautes chaumes et parfois dans des vallons isolés des Vosges moyennes. Il se compose d'une étable et de deux pièces destinées l'une à la transformation du lait et l'autre au stockage ou « dépôt » pour l'affinage des fromages cuits. Le mot vient de « marcaire », francisation du terme alsacien « malker » qui signifie littéralement « trayeur de lait ». Le terme n'est toutefois utilisé que dans la zone tampon entre l'aire linguistique alémanique et l'aire lorraine qui entre directement en contact de par leurs activités économiques : cela va du pays de Sarrebourg au ballon d'Alsace en suivant la ligne de crêtes. Ce sont surtout les Vosgiens qui emploient ce mot d'emprunt dans leur langue régionale même si les Lorrains du plateau l'ont adopté comme synonyme de bouvier, vacher ou berger.
Par comparaison avec les différents types de bâtiments agricoles d’alpage qu’on rencontre dans les pays alpins, les chaumes vosgiennes appartiennent exclusivement à la catégorie de l’alpagisme fromager (Sennalmen en Autriche), c’est-à-dire un bâtiment où la transformation du lait récolté se fait immédiatement et sur place dans le chalet d’alpage qu'on appelle localement « une chaume » ou « un gîte ». Le pâturage d'altitude avec sa marcairie est, dans les Vosges, exclusivement destiné aux bovins. Les chevaux, les porcs et les ovins n’y sont usuellement pas autorisés.
Certaines marcaireries sont habitées toute l’année et sont de véritables fermes car elles sont plus abritées ou moins en altitude : à ce moment-là, toute la famille habite dans un bâtiment beaucoup mieux aménagé et plus confortable qu'un chalet d'alpage, donc plutôt sur le modèle des maisons vosgiennes à mi-pente ou en fond de vallée. La maison dispose à la fois du pâturage mais aussi de prairie pour avoir suffisamment de fourrage pour l’hiver. Non loin de la maison, il y a également un champ de pommes de terre et un jardin. Les marcaireries occupées toute l’année ne correspondent pas tout à fait au principe d’exploitation saisonnière spécifique aux laiteries d’altitude plus éloignées des fermes dont elles sont dépendantes comme sur les crêtes vosgiennes.
Les marcairies, par leur histoire (Fermes / marcairies royales 4e quart XVIIIe siècle,), liée à la transhumance, et les fermes-auberges, aujourd'hui, témoignent de l'activité agro-pastorale des hautes vallées qui a su adapter l'activité rurale aux apports du tourisme bien que cette mutation par le biais des fermes-auberges n'ait pas objectivement conduit au maintien de la plupart des marcairies à ce jour. Il faut, en effet, faire la distinction entre une marcairie en activité de production agricole et un établissement qui use de l'appellation « marcairie » alors qu'il s'approvisionne partiellement dans les circuits classiques de l'industrie agroalimentaire et dont le chiffre d'affaires est issu de son activité de restauration.

## Historique

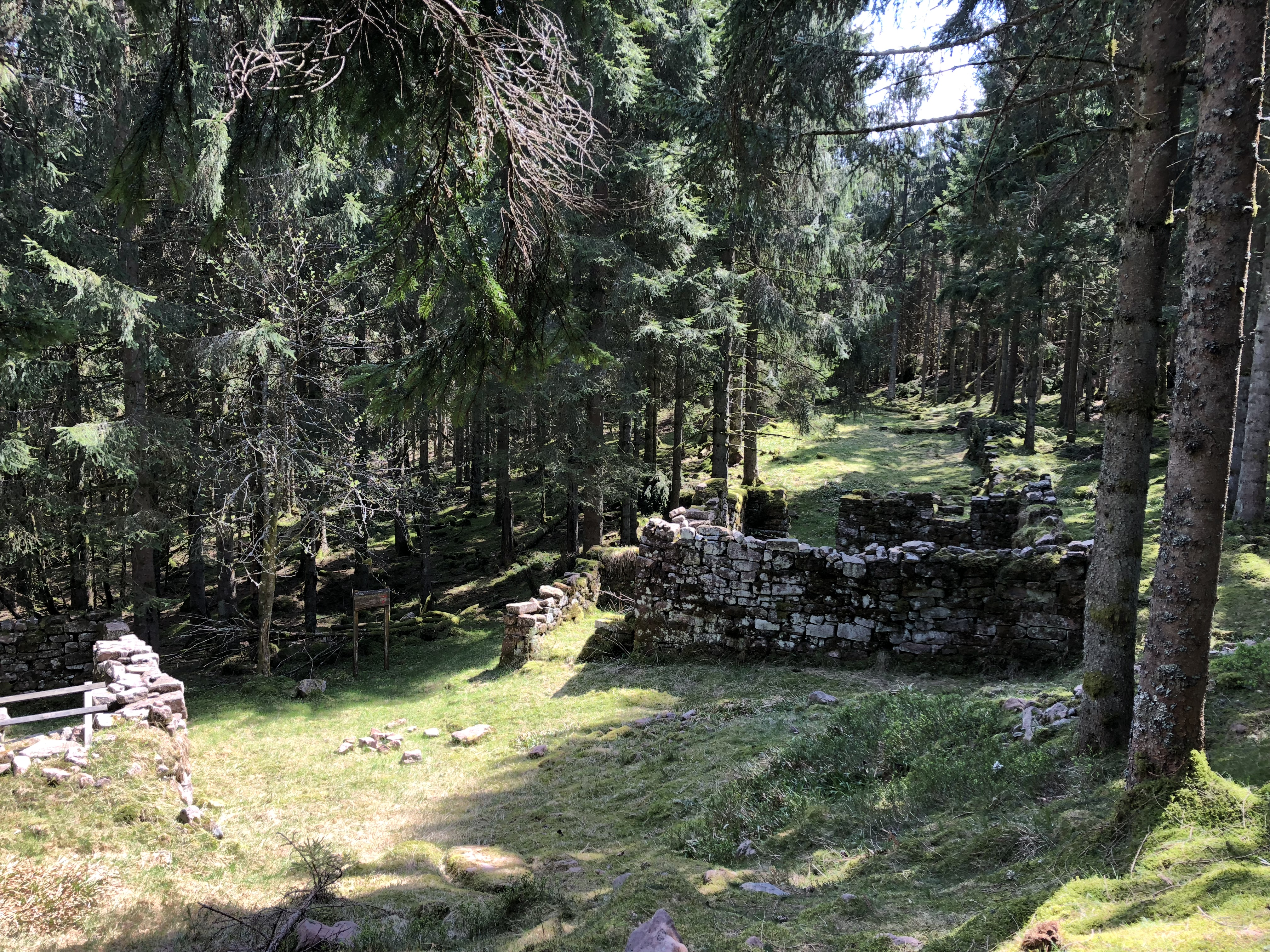
Anciennes marcaireries des Hautes-Chaumes entre Salm et Moussey à la Haute Loge, abandonnées au XIXe siècle.

Par le traité de Marquard signé en 1339 entre le prince-abbé de l'abbaye Saint-Grégoire et la ville libre impériale de Munster, il est attesté que les habitants du Val de Munster conduisaient leurs troupeaux sur les chaumes pour l’estive avec l’obligation d’entretenir les pâturages en contrepartie. Cela signifie que la transhumance avait lieu avant le XIVe siècle et qu'elle engendrait des problèmes juridiques entre les différentes entités territoriales nombreuses à cette époque. Le traité accorde en effet le droit aux marcaires alsaciens de traverser les terres de la ville impériale pour se rendre sur le versant lorrain où ils peuvent trouver d’autres pâturages ou des endroits plus à l’abri pour passer l’hiver. Les chaumes étaient amodiées avec leurs répandises. Les amodiataires versaient une redevance en argent aux propriétaires fonciers et une redevance en nature avec les fromages et le lait pour un jour de l'année. C'est dans ce traité de Marquard rédigé en langue allemande que l'on trouve la première mention attestée du fromage munster.
En 1476, le fonctionnaire ducal chargé de recenser les estives sur les chaumes vosgiennes a mis neuf jours pour arriver au nombre de 21 estives en activité dans la prévôté de Bruyères, celle d’Arches et la moins touchée par les chaumes, la prévôté de  Saint-Dié. L’apogée pour l’exploitation des hautes chaumes par les marcaires est atteint au XVIe siècle en termes de superficie utilisée. Un document d’archives datant de 1593, émanant du Président de la Chambre des comptes de Lorraine, Thierry Alix, lui-même confirmé par d’autres pièces d’archives avant et après le rapport d’Alix, énumère le nombre de chaumes (sous-entendu gazons ou pâturages d’altitude avec l’exploitation). En 1593, il en dénombre 23, soit deux de plus qu'en 1476. Cela représente environ 1200 vaches  chaque été sur les hautes chaumes à la fin du XVIe siècle avec des disparités importantes concernant la charge pastorale entre le secteur du Hohneck et les sites plus petits.
Le siècle suivant anéantira cette progression continue à cause des conflits européens dans lesquels le duché de Lorraine, la Franche-Comté et l’Alsace ont été impliquées pendant le XVII : la seule grande interruption de l'estive sur les hautes chaumes remonte surtout à la guerre de Trente Ans très dévastatrice en Alsace; elle a non seulement stoppé ou ralenti la transhumance pendant les conflits mais aussi des décennies après. Il fallut recourir à l'immigration pour repeupler des campagnes montagnardes vidées de leur population. Bien que le roi Louis XIV eût préféré des colons francophones et catholiques, une très forte représentation de Suisses, de Bavarois et de Badois caractérisa le repeuplement du val Saint-Grégoire. Il est communément admis que la culture agro-pastorale des régions montagneuses alpines ou préalpines de langue allemande a influencé la pratique de l'estive dans les Vosges alsaciennes.
La reprise de l'exploitation des chaumes fut très importante au XVIIIe siècle jusqu'à la Révolution Française. La reconquête des chaumes est achevée à la fin du siècle même si le nombre de bêtes paissant sur les crêtes n’atteindra plus celui du XVIe siècle. Comme une explosion démographique touche les montagnes vosgiennes à la même époque, une conquête de nouvelles terres s’imposent également. Cela concernera moins les Hautes-Chaumes que les contreforts, les pentes des hautes vallées et quelques sites en fond de vallée avec l’arrivée de l’industrie textile.
La déprise agricole s’enclenche au XIXe siècle et les fermiers commencent à abandonner les marcairies de hauteur quand ce ne sont pas les deux guerres mondiales qui provoquent de nombreuses destructions. Même dans les vallées, la régression de l’agriculture ne peut être enrayée avec pour corollaire la diminution progressive des troupeaux et l’augmentation des friches ou des surfaces forestières par reboisement naturel. Toutefois quelques marcaires alsaciens poursuivent la tradition et franchissent les crêtes y compris pendant la période de l'Empire allemand. Quand l'Alsace a été cédée en 1871 à la suite de la défaite, les postes de frontière ont été rétablis sur les cols des Vosges. Les douaniers allemands et français devaient par conséquent compter les têtes de bétail et procéder officiellement à leur signalement, à l'aller comme au retour. L'estive a toujours fait fi des frontières nationales parce que les deux parties y avaient leur intérêt respectif.
Les marcaires des hautes chaumes furent pour l’essentiel des vachers provenant d’Alsace, ce qui ne signifie pas forcément qu’ils étaient tous de culture et langue alsacienne. Parmi eux, il faut compter suivant les époques des immigrés suisses ou des anabaptistes du bassin alémanique. Depuis le XIIe siècle où la pratique pastorale a démarré dans les hautes vallées alsaciennes des Vosges, les marcaires (ou marquarts) montaient à leur grange respective sur les chaumes le 30 mai (en Lorraine, la sainte Jeanne d'Arc) et redescendent le 29 septembre à la saint Michel. Quelle que soit l'époque il fallut conclure des accords pour permettre le pâturage mais aussi le droit de passage dans des états ou seigneuries souverains.

## Le marcaire et son environnement immédiat

### La chaume du marcaire

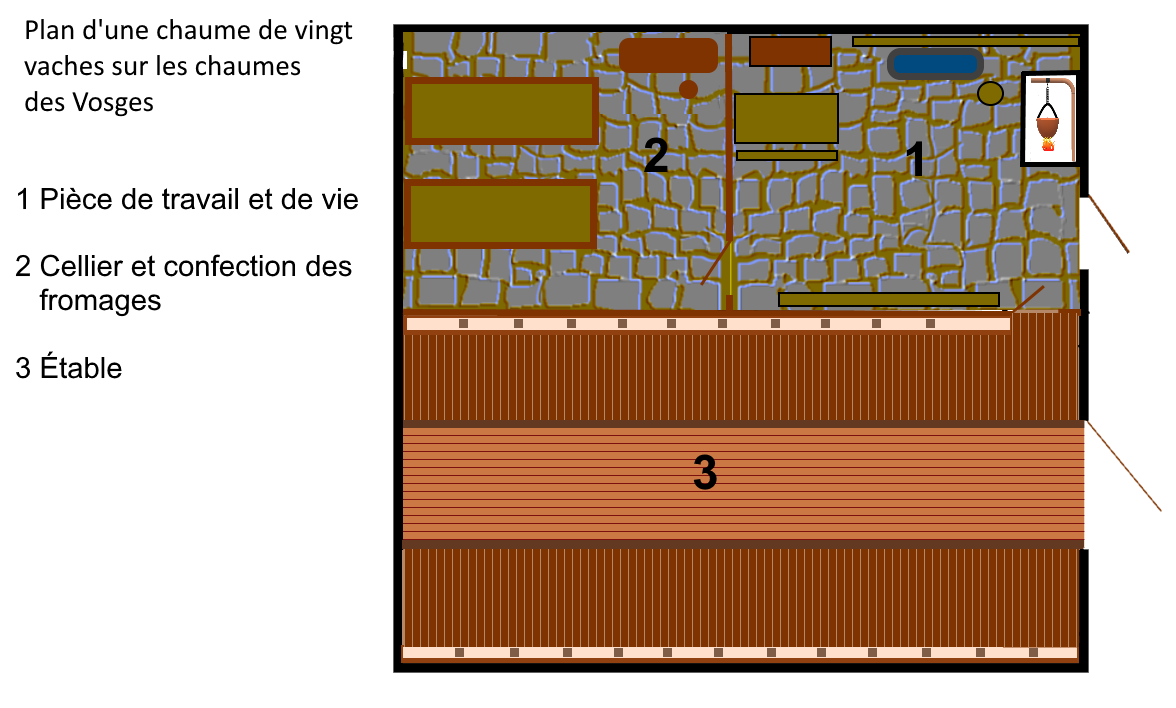
Plan d'une ancienne chaume de marcairie dans les Hautes-Vosges.

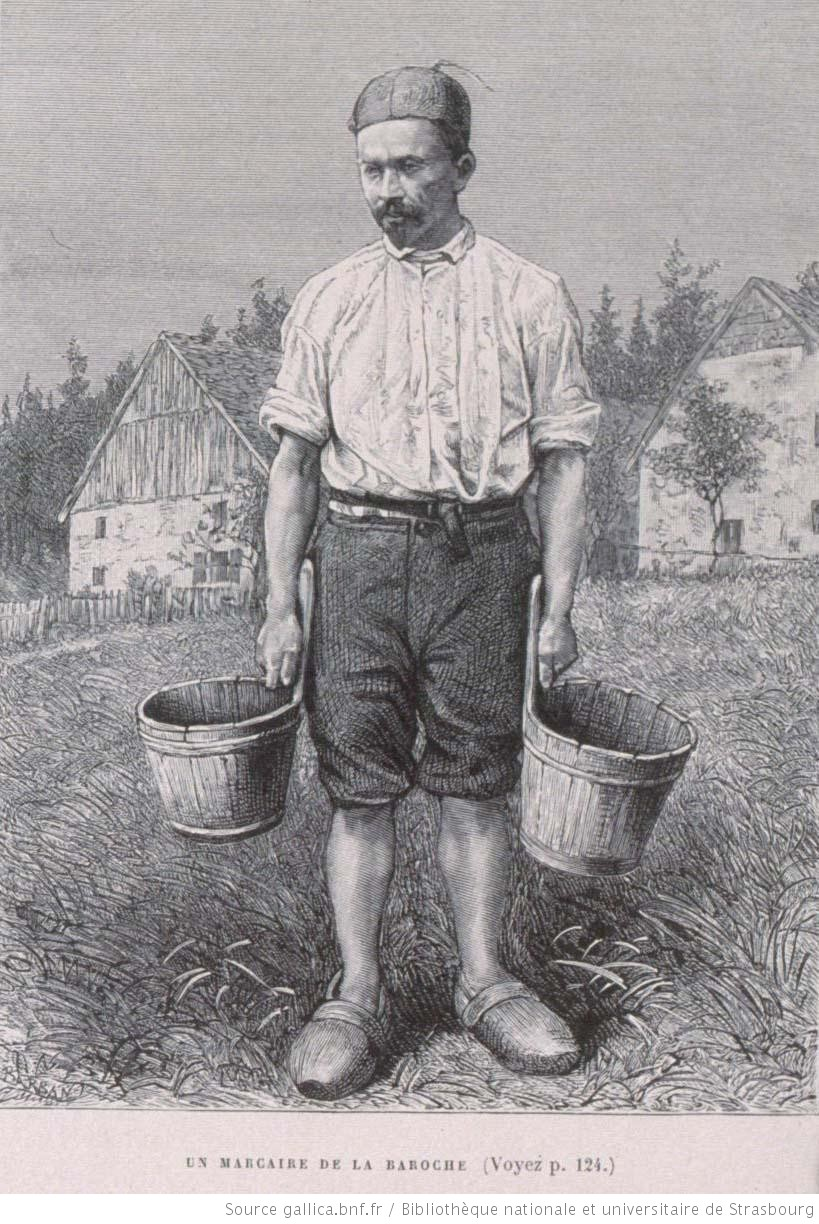
Marcaire de Labaroche. La marcairie est ici permanente avec plusieurs bâtiments d'exploitation sur leur terrain.

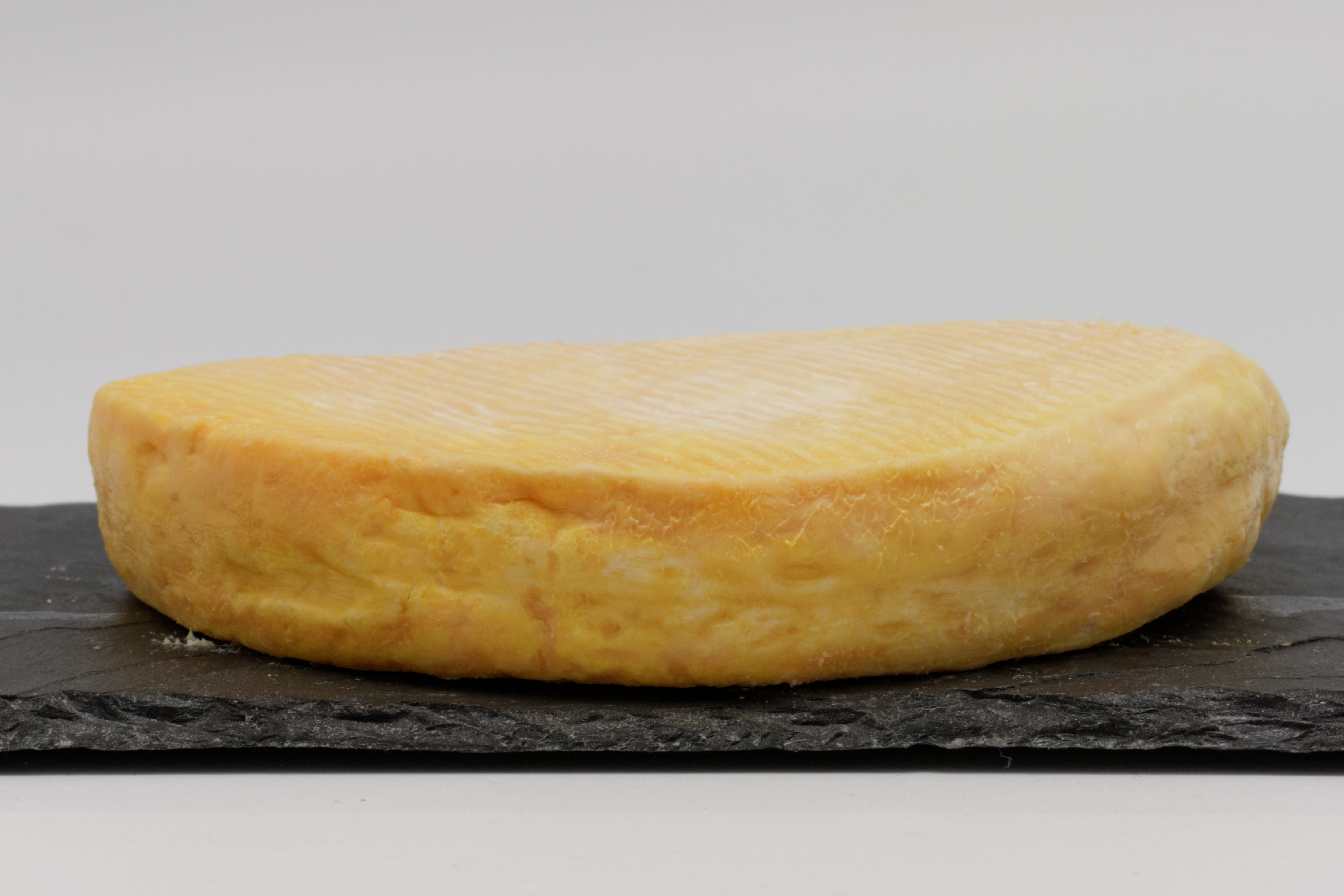
Munster.

En langue locale romane, le chalet d’estive est nommé « la chaume », en alsacien « le Schopf » ; le même terme roman désigne par conséquent le pâturage d’altitude et le chalet qui a été bâti dessus. Les premières chaumes sont des bâtisses rudimentaires en pierres sèches couvertes par un toit de bardeaux. L’étable et les pièces de travail sont sous le même toit. Les tailles diffèrent suivant le gîte c’est-à-dire le nombre de vaches que peut accueillir la chaume, tant en termes de place à l’intérieur de l’étable qu’en termes de pâturage disponible pour toute la saison. Certaines étables peuvent atteindre une longueur non négligeable. Pour la plupart, il y avait des chaumes de vingt ou trente vaches. Le chalet traditionnel comportait la partie transformation et l’étable. La partie destinée à la fabrication des fromages se compose de deux pièces sur sol battu ou pierres sèches. La première comporte le foyer avec le chaudron pour chauffer le lait et les étagères où s’entassent les ustensiles nécessaires à la transformation du lait (caillage, décaillage, égouttage, etc). C’est dans cette pièce que se tient le marcaire le plus souvent : on y trouve aussi la huche, un coffre de rangement pour ses affaires, l’auge avec l’eau de source, une table et un banc ou des tabourets. Dans la seconde pièce attenante, faisant fonction de cellier, le marcaire confectionne les fromages (moulage, lavage, salage); une fois terminés, les fromages sont entreposés sur des étagères sur lesquelles ils passent trois à quatre semaines (période de maturation ou affinage). Un marcaire des Vosges fabriquait soit du vachelin (nom local d’un fromage à pâte dure proche du gruyère) soit du munster.
La partie étable de la chaume est constituée d’un couloir central surélevé d’une vingtaine de centimètres le long duquel se trouvent les deux rigoles d’évacuation du purin. Le plancher où se trouvent les vaches est fait de madriers et il est incliné vers ces rigoles. Les vaches sont attachées à des poteaux fixés horizontalement le long du mur de l’étable. Pour des raisons pratiques, logistiques et économiques, il n’est pas envisageable de faire monter de la paille pour la confection d’une litière; c’est pourquoi les vaches dorment ou ruminent à même le plancher. De toute façon, tant qu’il fait beau, le bétail ne revient à la chaume que pour la traite. Uniquement en cas de mauvais de temps ou de fraîcheur nocturne, le marcaire rentre ses bêtes. Quand le bétail est sorti, il faut procéder au lavage de l’étable ; tout est évacué dans une fosse attenante. L’environnement du marcaire n’est pas comparable aux images d’Épinal du chalet d’alpage.

### Vie quotidienne

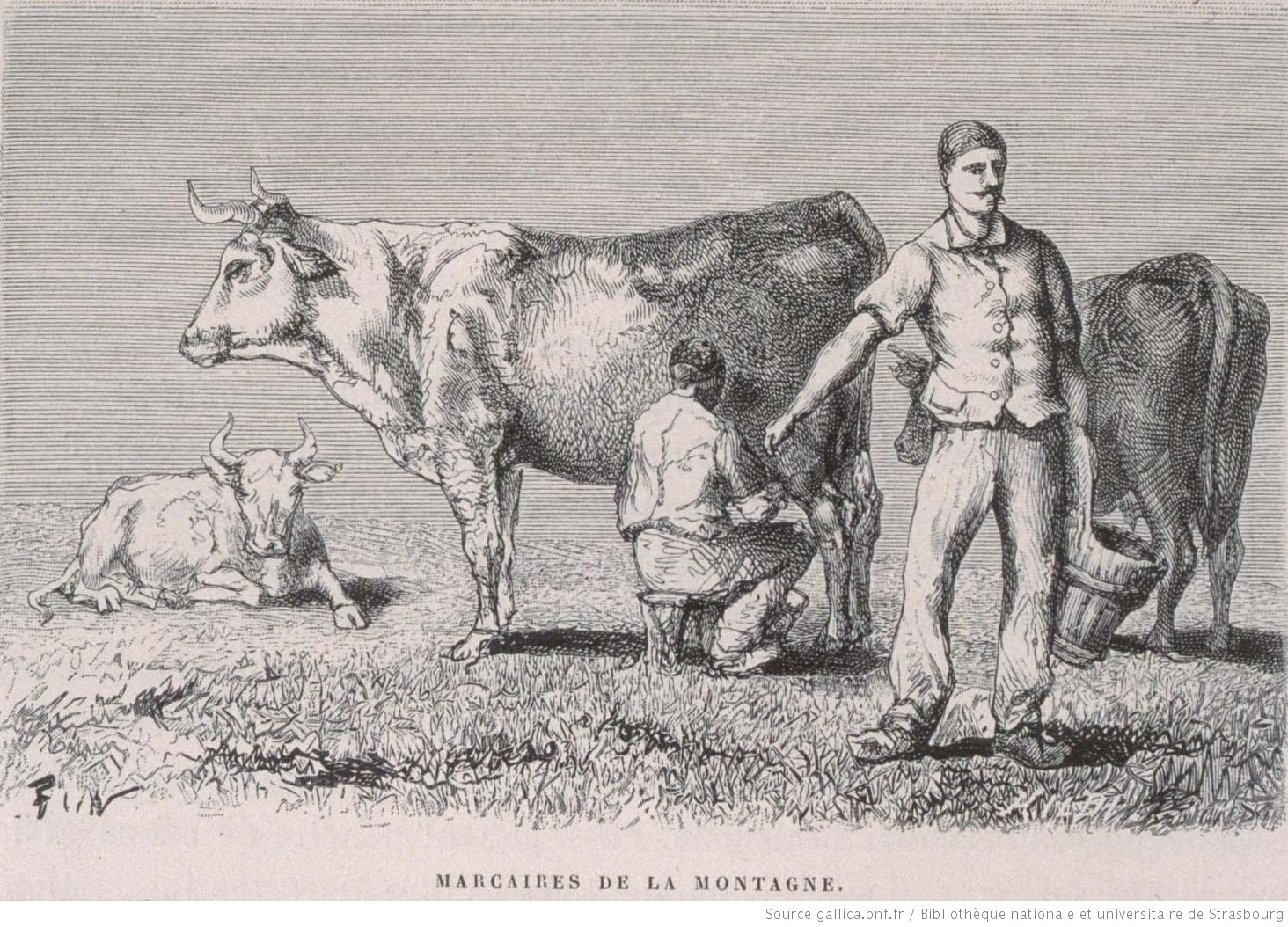
Marcaires de la montagne. Le trayeur derrière est assis sur son kiboki.

Le marcaire n’amène jamais sa femme ou ses filles dans l’alpage. Elles restent en bas pour s’occuper des affaires courantes de la ferme et de la famille. L'usage veut que seules les personnes de sexe masculin montent à la chaume pour y travailler. Le nombre de marcaires varie en fonction de celui des vaches. Dans les petites chaumes, le marcaire est seul avec un auxiliaire que l’on appelle affectueusement « gamin ». Le gamin descend les fromages dans la vallée une fois par semaine. Il transporte les fromages dans une hotte ou pour les plus gros gîtes en conduisant une petite charrette tirée par un âne. Quand il revient, il pense à remonter avec quelques vivres qui permettent d’agrémenter le repas répétitif et non varié d’un marcaire : il ne se nourrit que de pommes de terre, de produits laitiers, du pain dit noir qui est souvent rassis. Parfois, il mange du lard et s’autorise du vin. L’eau de vie qui se conserve bien est très appréciée dans les chaumes.
Le costume du marcaire est simple : un pantalon court, une veste de toile de chanvre et une chemise blanche à agrafes. Il s’apparente clairement à  la tradition vestimentaire amenée par les nouveaux colons provenant des pays alpins au XVIIe siècle. Par exemple, le couvre-chef de travail traditionnel a longtemps été le calot hémisphérique en cuir (Malkerkappala, mot à mot calot du marcaire) que l’on peut encore se procurer en Bavière alpine ou en Suisse (Sennmütze, Melkermütze) où l’économie laitière de montagne se poursuit encore. Par la suite, le calot sera remplacé par un bonnet de coton. Pour les occasions festives, il peut porter un tricorne aux bords pas trop retroussés. Il porte des sabots aussi longtemps que les paysans de la vallée; la mutation entre les sabots et les chaussures se fait au-début du XXe siècle.
Contrairement à d’autres régions pratiquant l’estive sur l’alpage, le vacher n’a jamais de chien pour la garde du troupeau. Quand il y a un chien dans une chaume, il reste au chalet. Les vaches ont le contact assez facile avec les marcheurs qui passent à l’occasion pas très loin d’elles. Comme ont pu l’expérimenter les randonneurs dans les alpages suisses ou autrichiens, il n’est même pas rare qu’elles arrivent en bande pour entourer les gens de passage en quête de quelque nourriture. C’est peut-être aussi par habitude puisque le marcaire a toujours sur lui un petit sac contenant du sel mélangé à des herbes aromatiques. Chaque troupeau a une ou deux maîtresses-vaches reconnaissables à la clarine autour du cou qui sert de ralliement au moment du retour au chalet. Toutes les vaches n’appartiennent pas au marcaire locataire d’un gazon. Il en possède certes beaucoup mais il en loue aussi à ses voisins. Ceux qui n’ont que deux ou trois vaches dans la ferme de la vallée confient leurs bêtes au propriétaire de troupeaux qui montent sur les chaumes. Lors de la descente des chaumes à l'automne, les marcaires sont accueillis par une fête de la transhumance. Les vaches portent des sonnailles et des clarines plus ou moins grandes. La reine, une des maîtresses-vaches, porte le gros bourdon et une décoration florale sur la tête. Les villages du val Saint-Grégoire font un accueil festif aux marcaires. Comme pour la tradition séculaire du Älplerchilbi en Suisse (ou Sennenchilbi, en français fête villageoise en l’honneur des pâtres d’alpage), les bergers traversent les agglomérations en organisant un défilé animé et joyeux derrière la reine du convoi. Puis un bal et un repas collectif célèbrent le retour des hommes et du bétail dans le village principal.
L’isolement prononcé du marcaire et de l’aide-marcaire était parfois interrompu par des bals plein-air sur les crêtes. Les jeunes montaient sur les chaumes pour danser aux sons de l’accordéon, puis d’un petit orchestre. Les gens de passage ou touristes suivaient les habitants des villages avoisinants. Le marcaire se faisait quelques sous en vendant des rafraîchissements (vin, eau-de-vie), il pouvait danser si le travail quotidien était accompli. Pour quelques chaumes bien placées et pas trop isolées, les touristes pouvaient recevoir des laitages, du vin, du beurre et du pain. D’une certaine manière, le sens de l’accueil des pâtres des hauteurs a démarré assez tôt, avant les fermes-auberges.
Une autre occasion de festoyer et de partager un moment de convivialité était la fête avant la descente de l’alpage prévue le 29 septembre; c’est un jour de grande fête : on fait la toilette des bestiaux, les colliers sont préparés, les sonnailles et clarines sont lustrées pour bien briller. Le bal des marcaires clôt la soirée. La désalpe peut durer trois heures de marche pour les habitants du val de Munster.
Le marcaire trait les vaches deux fois par jour. Il faut soit rassembler les vaches, soit appeler la maîtresse-vache qui entraîne les autres, soit elles viennent d’elles-mêmes par habitude ou besoin. Le vacher attache à sa taille un tabouret de traite par une courroie qui s’appelle en patois vosgien kiboki. Il a un seul pied ferré et pointu pour rester bien stable sur le plancher et l’empêcher de glisser. Ce tabouret attaché à ses fesses permet au marcaires d’utiliser ses deux mains pour traire et porter le seau de vache en vache. Les vaches restent à l’extérieur tant que le temps le permet. Le kiboki n'est pas spécifique au marcaire car son emploi est généralisé à tous les fermiers des Hautes-Vosges. On le retrouve également dans le Massif central. Si l’on revient aux anciennes techniques pratiquées sur les chaumes vosgiennes, une fois la traite terminée, le marcaire filtrait le lait dans une sorte d’entonnoir où il a placé des branches de lycopodes et une étamine. Cela débarrassait le lait de ses impuretés et des mouches. Comme dans d’autres régions fromagères, le lait était caillé avec une présure extraite de la caillette du veau macérée avec un liquide particulier. Du coup, avant l’arrivée des présures industrielles, la qualité du fromage fermier de montagne pouvait varier sensiblement. Il fallait un savoir-faire hérité de nombreuses années de pratique pour arriver à une relative constance. Une fois le lait pris, on sépare le caséum (en vosgien le moton) du petit lait (en vosgien la battisse) avec une passoire. Le caséum est placé dans une forme (un moule) dont le fond est percé de trous afin de faciliter l’égouttage. Ensuite il faut procéder au salage. Pour achever de le sécher, les anciens marcaires mettaient les fromages à l’air libre ou près du foyer s’il fait frais dehors. Après plusieurs lavages, le fromage passe au cellier ou dépôt pour une période d'au moins trois semaines.

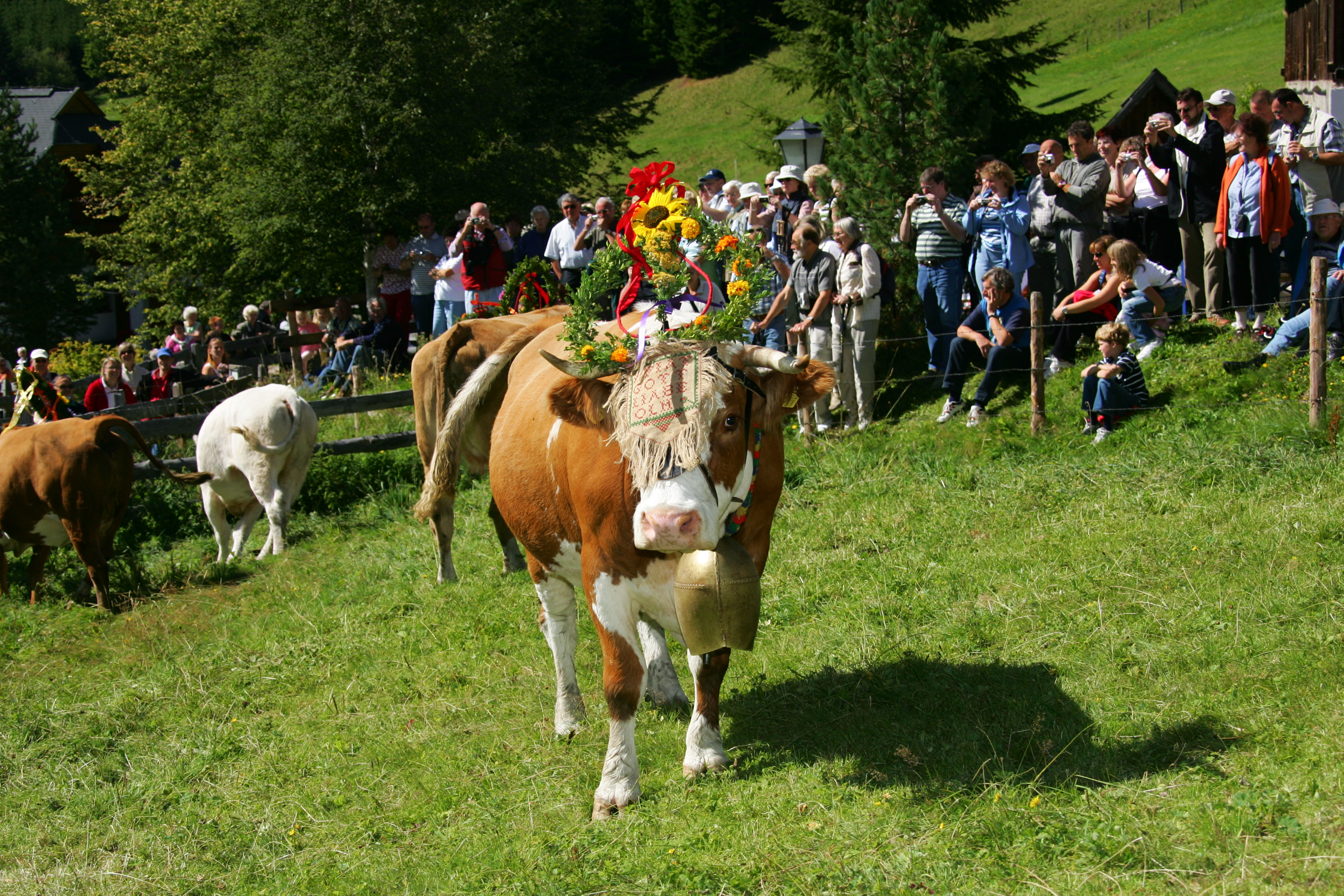
Exemple de maîtresse-vache avec sa grande clarine et sa coiffe florale, ici à Bad Kleinkirchheim, Autriche.
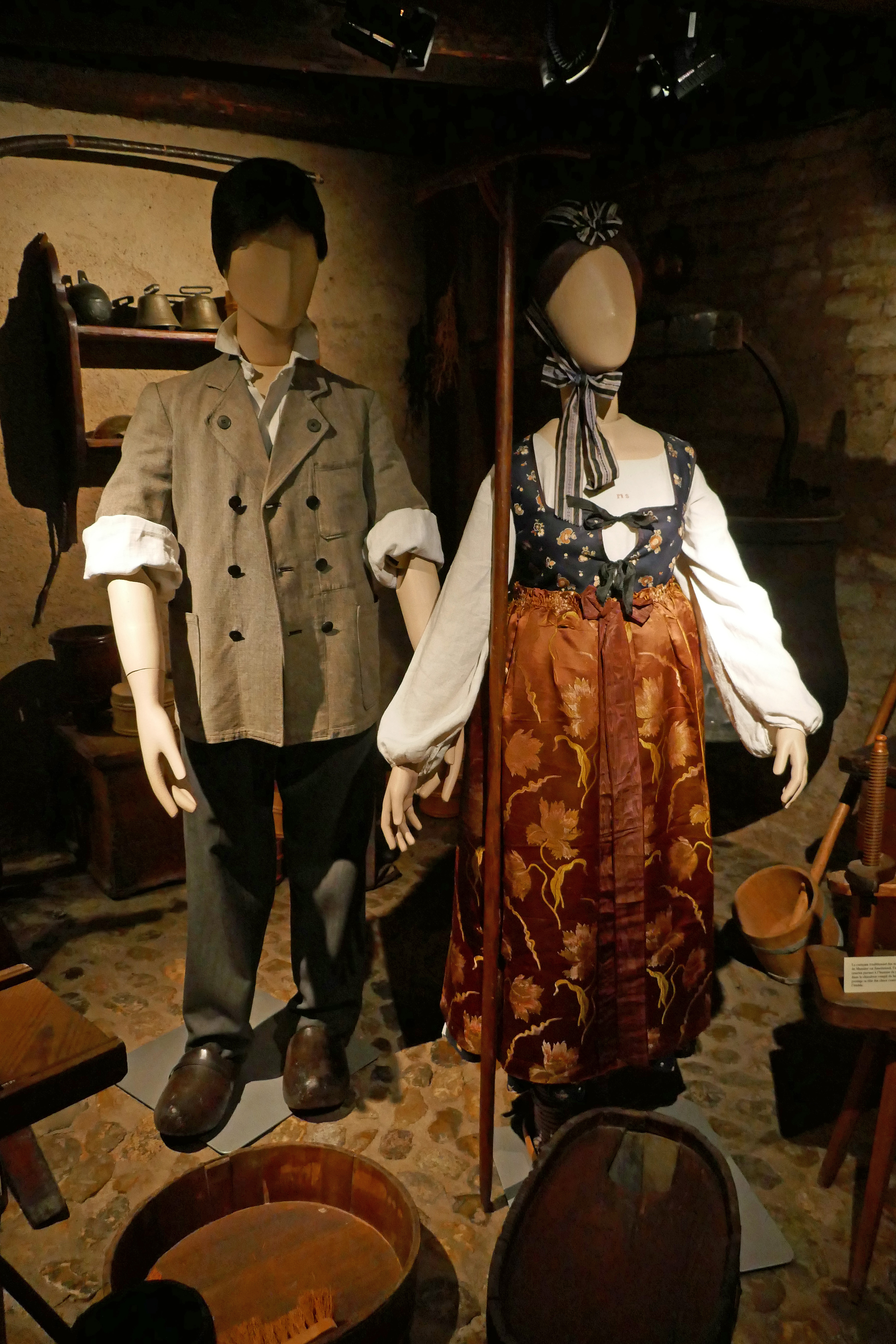
Costumes des marcaires de la vallée de Munster, Musée alsacien de Strasbourg.
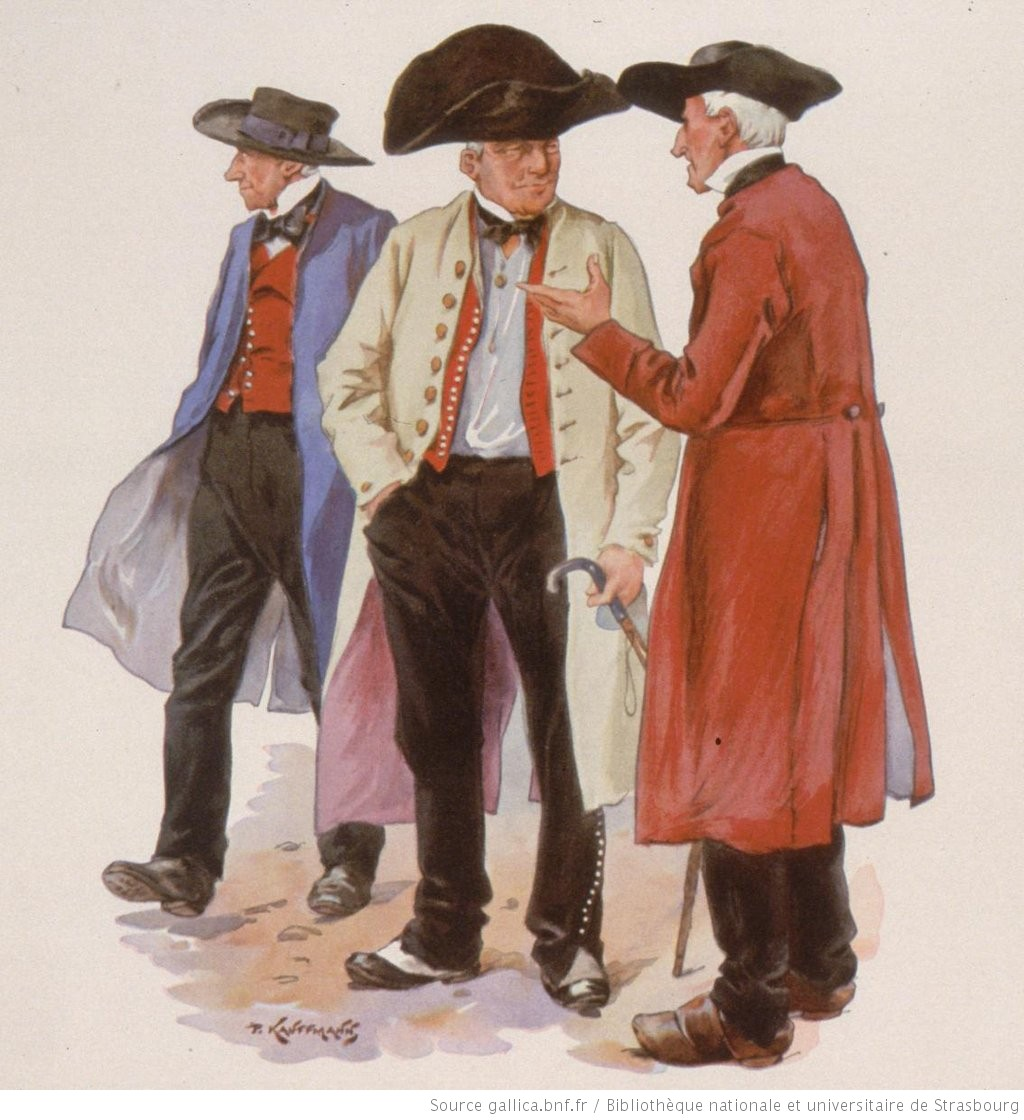
Marcaires de Metzeral en tenue du dimanche.
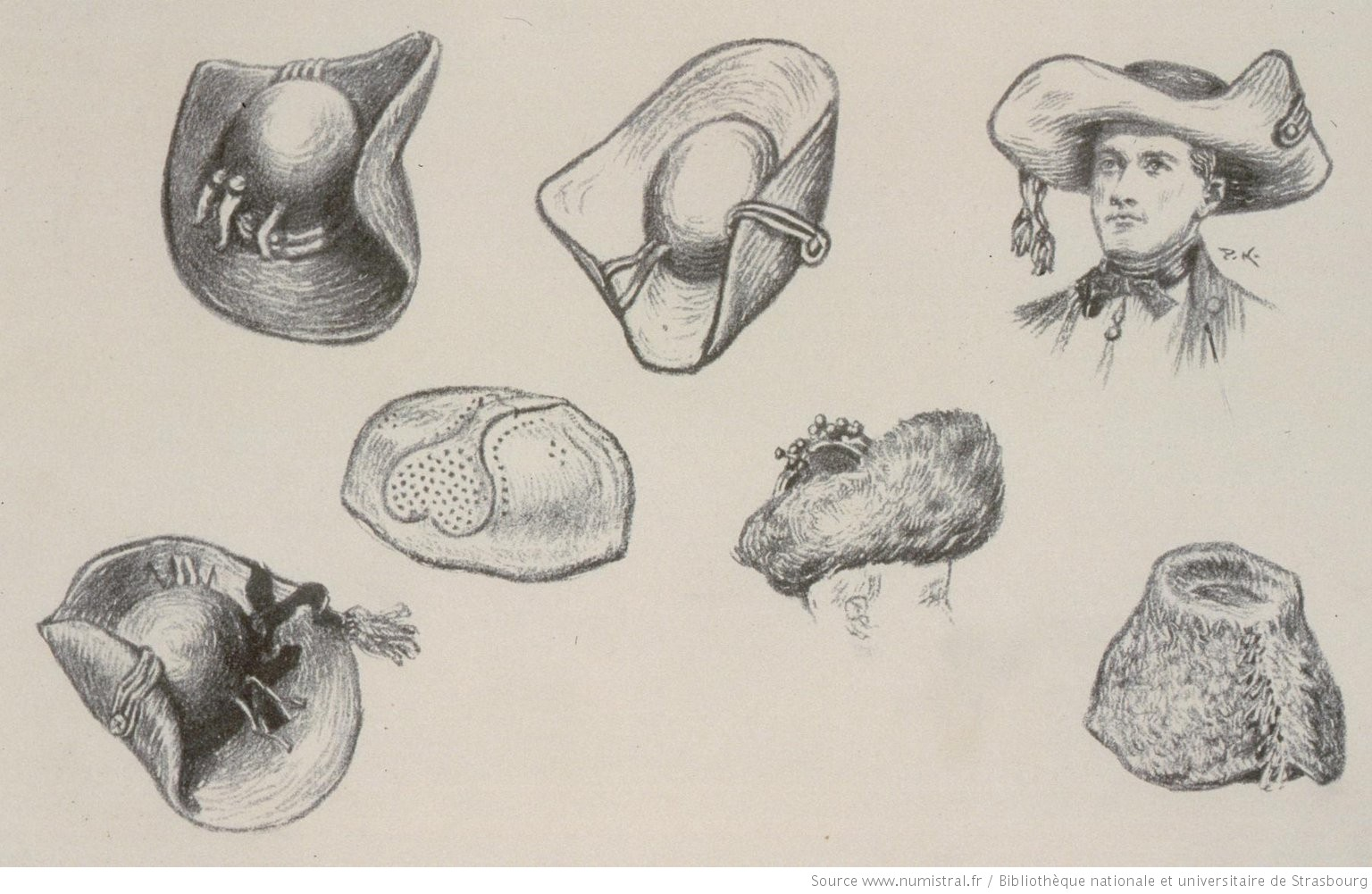
Chapeaux des environs de Kochersberg et de Wissembourg

### Traditions et croyances populaires

#### Les lutins
Autrefois, selon la tradition populaire, les bons génies veillaient à ce que les fromages soient de bonne qualité. Des lutins bienfaisants enseignaient au marcaire honnête la bonne technique de fabrication du fromage. Comme un lutin, dans les Vosges un sôtré, ne se montre jamais devant les humains, il doit attendre que le marcaire soit absent quelque temps de son chalet. Il entre et confectionne le fromage munster-géromé. En rentrant le marcaire se doute bien qui est passé dans sa chaume et s’efforce d’imiter le fromage qu’a laissé le sôtré. On prétend en revanche que le lutin des chaumes n’aide que les marcaires honnêtes et gentils.
Comme toujours il faut se méfier de l’esprit taquin des lutins domestiques. Si le marcaire ne quitte pas son chalet je jour J de la Saint-Michel , le génie se fâchera. Avant d’en arriver là, le lutin prévient le marcaire trois jours d’affilée pendant la nuit ; il frappe trois coups sur la porte de sorte que le marcaire en peut prétendre qu’il n’était pas au courant que la saint-Michel approchait. Si le quatrième jour il n’avait pas encore quitté le chalet, le lutin mettait toute la maison sens dessus dessous. La tradition explique cette impatience des lutins protecteurs par le fait qu’ils attendent tout l’été pour remplacer le marcaire dans son chalet. Le lutin vit dans les cavernes de la forêt d’altitude avec son troupeau de biches et de daines. Il n’en peut plus d’attendre. C’est lui qui va garder le chalet pendant l’hiver, le protéger des mauvais esprits et des maraudeurs pour qu’il ne soit pas dégradé. C’est pourquoi les téméraires qui parcourent les crêtes en plein hiver avec leur raquettes la nuit peuvent peut-être apercevoir les lutins en train de traire les biches et daines de leurs troupeaux.

#### Patrimoine culturel marcaire
En 1966 et 1967, la Société d’histoire du Val et de la Ville de Munster publie dans ses annuaires le travail d’Alfred Pfleger « Das Talbuch ». Le premier tome est consacré aux coutumes et traditions marcaires, le second aux « Melkersagen und Bauerngeschichten », aux légendes marcaires et histoires paysannes.

## Évolution socio-économique

Affiche publicitaire des Chemins de fer de l'Est vantant la destination des Hautes-Vosges.

### Une mutation économique à l'échelle européenne
Il reste moins de dix marcairies dans les Hautes-Vosges moyennant une très grande diversification de leurs activités. Ceci correspond à la régression générale constatée dans les autres pays alpins. Selon l’atlas de l’alpage en Autriche, seulement 10 % de tous les alpages du pays produisent leur fromage sur place en altitude. Le taux baisse à 6 % au Tyrol du Sud en Italie et en Souabe en Allemagne. La Bavière ne compte plus que 2 % de tous ses alpages avec transformation locale du lait en fromage. La tendance générale est clairement à la baisse pour diverses raisons. En tête de celles-ci il faut mentionner l'amélioration sensible des moyens de communication pour les alpages à moindre distance des fermes principales avec un réseau routier amélioré et des moyens de transport adaptés à la montagne. En second lieu, la société a changé et le métier n'est plus perçu comme attractif en raison d'une rémunération modeste pour un travail éprouvant et une disponibilité permanente.
À partir du XIXe siècle, malgré la frontière franco-allemande qui s'installe sur les crêtes vosgiennes dès 1870, une redynamisation des hautes chaumes s'opère grâce à l'essor du tourisme. Y participent la création du Club vosgien en 1872 à Saverne et les nouvelles lignes ferroviaires couplées à des programmes touristiques innovants pour l'époque. En effet, l’innovation provient également du côté français des crêtes avec la création du premier office de tourisme de France à Gérardmer qui prend le nom initial de « comité des promenades » inauguré le 23 juillet 1875. Le tourisme n’existe pas encore comme une manifestation de masse. Inspiré du modèle anglais où les gens d’une certaine classe se devaient de relever des défis en faisant un voyage initiatique de découverte ou d’aventure comme en Suisse dans le domaine de l’alpinisme naissant, les gens cultivés et surtout les citadins privilégiés de France font des excursions ou partent en villégiature en été ou en hiver. Les crêtes des Vosges font partie des nouvelles destinations tendances liées à la montagne ou à la mode des stations d’air pur (Luftkurort côté allemand). En 1878, Gérardmer construit une gare qui relie Paris à la Perle des Vosges. Des affiches publicitaires de la Compagnie des chemins de fer de l'Est amènent les visiteurs au plus près des sites où ils pourront vivre l'authenticité de la région : les sapinières, les lacs, le schlittage, les produits locaux comme les fromages fermiers, les myrtilles, les bonbons à la sève de pin, mais aussi le linge de maison (Le Jacquard Français, Bragard, Linvosges) ou les sculptures sur bois, et bien entendu les marcairies qui doivent diversifier leurs activités économiques.
L'autre temps fort de la campagne promotionnelle reposait sur l'air pur et l'activité physique. Les guides Joanne, futurs guides bleus, décrivent Géradmer en 1881 en ces termes: « Gérardmer est situé dans une position délicieuse. Il est dominé par des montagnes boisées ou couvertes de pâturages. ». Les affiches évoquent une station d'air pur à une altitude entre 700 et 1 366 m accessible en 7 heures de train. Tout est prévu par le nouvel office du tourisme mais aussi la société des Tramways de Gérardmer qui s'engage à organiser des « fêtes, des excursions, des distractions, des hôtels et des restaurants ». Les habitants locaux s'investissent et participent à la logistique, y compris en hiver où les touristes endimanchés sont transportés en schlitte ou traîneau attelé à un cheval ou un âne.

### Label et réseaux de fermes-auberges et le repas marcaire

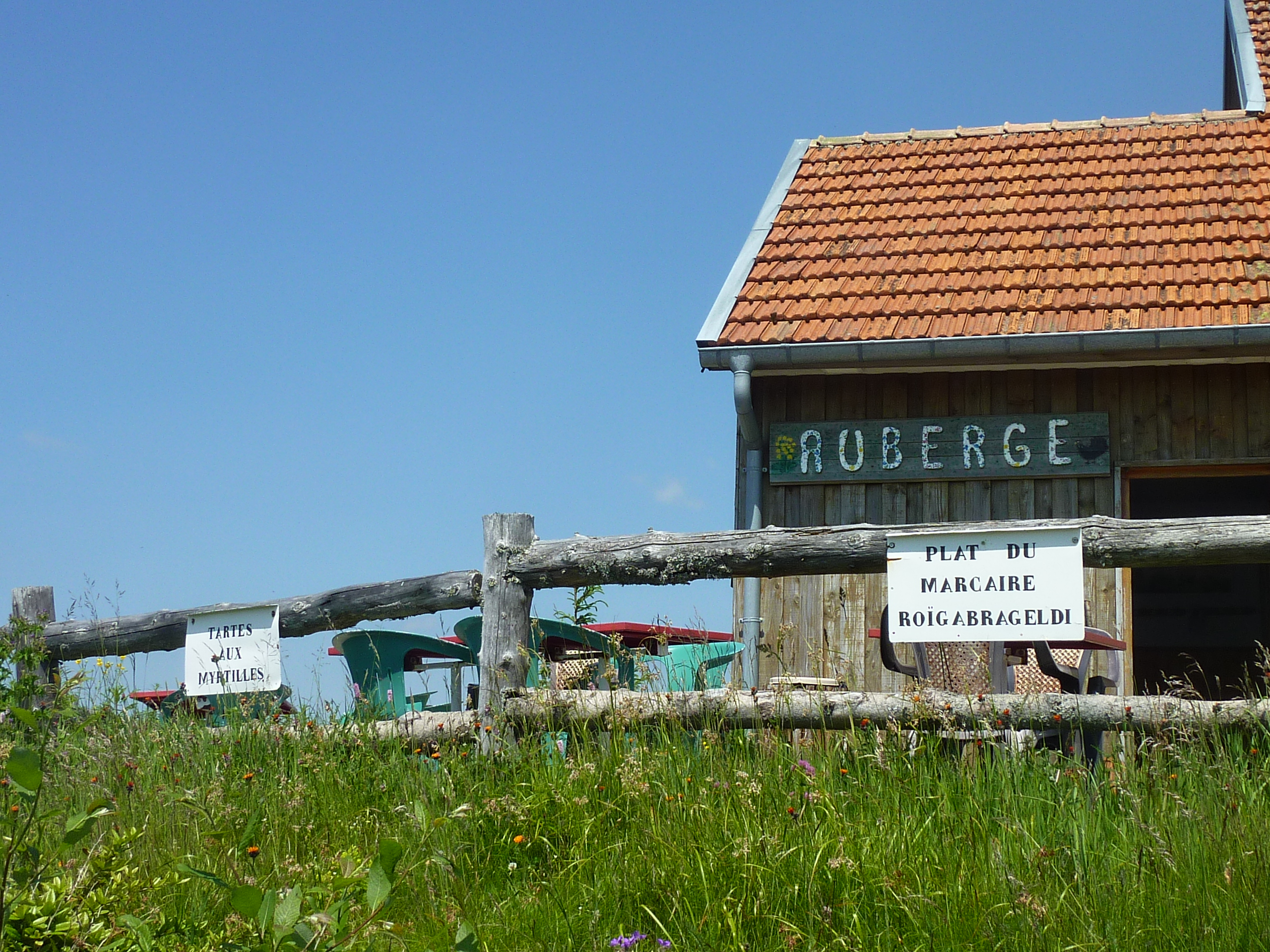
Repas marcaire proposé dans une ferme-auberge à la chaume du Gazon du Faing.

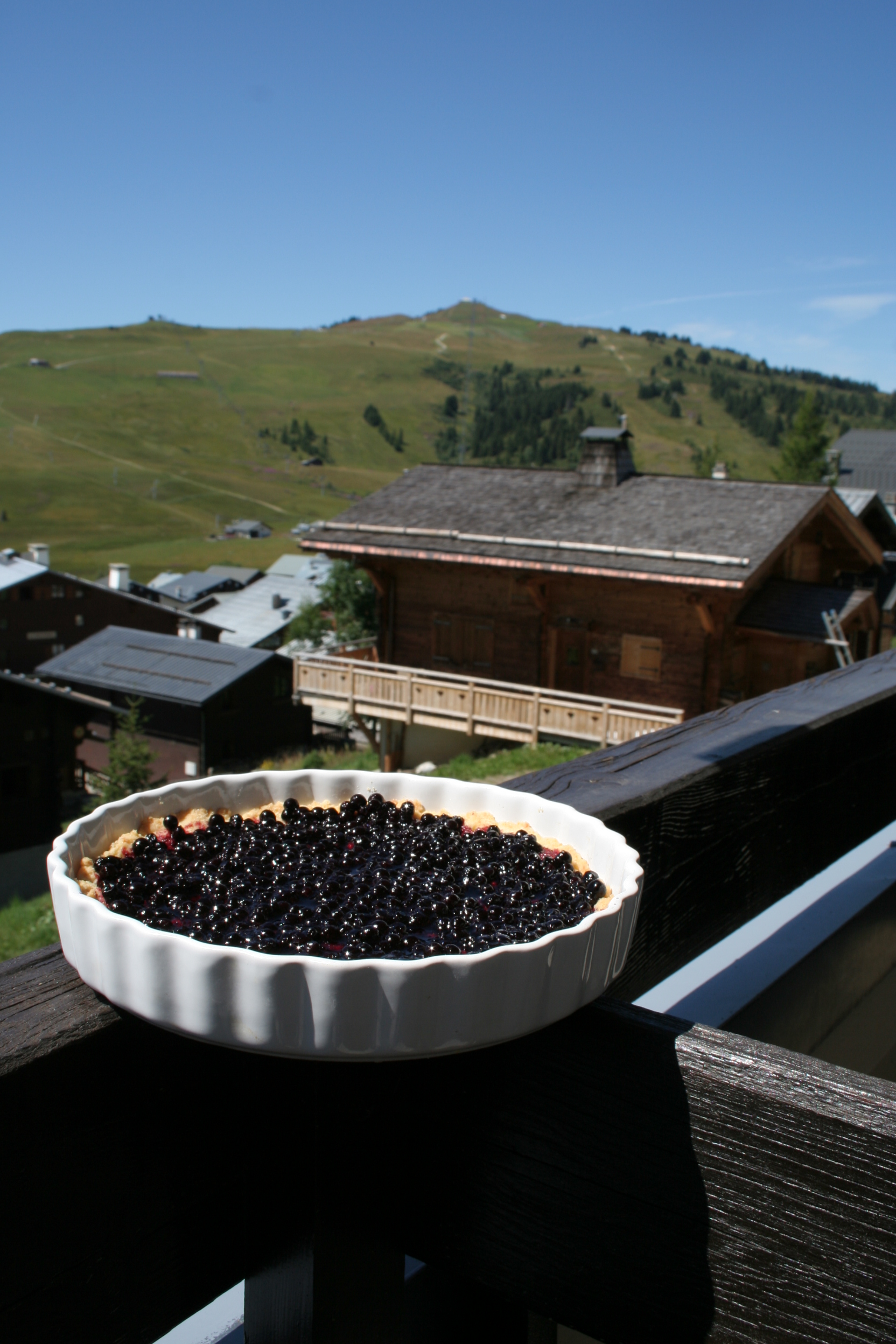
Tarte aux myrtilles, dessert classique du repas marcaire.

Comme une partie non négligeable des marcairies sont devenues des fermes-auberges,, il faut d'abord penser à amener les marcheurs, les fondeurs, mais et surtout les visiteurs du dimanche que l'on transporte jusqu'aux cols voire quelques sommets grâce à la route des crêtes. En 1907, le Tramway de Munster à la Schlucht permet aux touristes alsaciens et allemands côté Munster et aux touristes français côté Gérardmer-Xonrupt-Longemer de flâner et de se détendre dans la nature sans activités sportives, de partager un repas et d'acheter des produits fermiers. Les restaurants et les hôtels se multiplient pendant que les fermes-auberges misent sur le créneau du patrimoine culturel et culinaire local. Car une ferme-auberge désigne un type de restaurant en activité au sein d'une ferme comme le pratiquent les agriculteurs adhérents des réseaux contemporains Accueil paysan ou Bienvenue à la ferme. La condition préalable consiste à faire consommer aux clients leurs produits fermiers produits sur place.
Le « repas marcaire » qui comporte entre autres des Tofailles ou Roigebrageldi pour sa variante haut-rhinoise est le menu phare servi dans les fermes-auberges des Hautes-Vosges à des fins purement touristiques puisqu'il ne correspond en rien au repas très frugal d'un marcaire quand il était encore en activité avant le XXe siècle. Force est de constater que le marcaire ne pratiquait objectivement pas le menu à quatre parties avec potage, entrée, plat principal, dessert et peut-être même le plateau de fromages. Cette formule « tout compris » adaptée aux touristes contemporains est pratiquée par les établissements de restauration sur les chaumes et un peu en contrebas des crêtes dans les hautes vallées et les centres touristiques des Vosges dans une perspective pédagogique initialement louable : condenser dans un seul repas les classiques des recettes locales liées aux montagnards des Vosges. Un visiteur occasionnel de passage est invité à s'immerger dans l'atmosphère de la marcairie d'antan en mangeant des plats qui, une fois cumulés les uns après les autres, ont le défaut objectif d'offrir un menu extrêmement bourratif que le restaurateur demande de clore par une gnôle et une randonnée sur les crêtes. On peut parler d'un repas d'appel dans les restaurants qui misent tout sur l'authenticité et l'enracinement dans la culture locale. Que la plupart des plats proposés se mangent effectivement dans les fermes des fonds de vallée dont dépendent les marcaires sur les hauteurs ne fait aucun doute. Il faudra attendre les chalets de chaumes dotés de four pour pouvoir proposer des pâtés à la viande, des tourtes, des tartes aux myrtilles par exemple. Or le chalet primitif ne disposait que d'un foyer ouvert pendant des siècles. On peut même supposer que le marcaire ayant été systématiquement un homme vivant seul sur les crêtes gazonnées n'entretenait pas de jardin potager à côté du chalet. Manger une salade verte en accompagnement de ses pommes de terre rissolées au lard devait être un luxe pour un marcaire autrefois.
Au début des années 2000, la moitié des fermes-auberges sur la route des Crêtes ne sont plus agréées. Trop de contraintes ont pesé sur ces exploitations de sorte que certains établissements ont fermé ou se sont transformés en restaurant au sens propre du terme. En 1992, les fermes-auberges du Haut-Rhin ont quitté le réseau Bienvenue à la Ferme parce que la charte nationale des fermes-auberges a durci le cahier des charges. Libérées des contraintes de ce type de réseau national, les dérives se sont rapidement accumulées et l’esprit de la ferme-auberge pourtant né dans le massif vosgien n’était plus tout à fait respecté. De facto, les fermes-auberges ne servent plus que des produits laitiers sur la seule période estivale correspondant à l’estive et certaines ouvrent dorénavant toute l’année. Depuis une cinquantaine d’année, les fermiers-aubergistes proposent un repas marcaire et d’autres produits qui sont remis en cause par certains articles des chartes des réseaux de fermes-auberges.
La nouvelle charte de l’association des fermes-auberges haut-rhinoises adoptée en 2001 précise que la viande consommée dans l’établissement doit provenir de l’exploitation. Depuis des siècles, les chaumes sont interdites aux porcins, ovins et caprins. Aujourd’hui encore, il est interdit d’élever des porcs au-dessus de 1 200 m d’altitude ou de construire une porcherie dans le parc naturel. Même si l’on voulait aller chercher la viande de porc dans des fermes voisines en contrebas des crêtes, ce ne serait pas possible non plus car il n’y a plus d’élevage de porcs de cette taille et l’abattoir de Colmar a fermé l’année de la nouvelle charte en 2001. Le quota d’autoproduction pour la viande devait déjà atteindre au bout de trois ans et par étapes successives un taux de 50 %. Du coup, certaines fermes-auberges ont dû quitter le réseau des fermes-auberges du Haut-Rhin et perdre de ce fait le précieux label en termes de publicité et visibilité pour les consommateurs ; cela représente en 2004 16 fermes-auberges sur les 65 de l’association haut-rhinoise qui ont perdu leur label. La raison est évidente : le repas marcaire utilisant tellement de viande de porc imposerait aux grosses fermes-auberges bien situées et très fréquentées d’élever des centaines de cochons sur place par an. Or non seulement il est interdit de construire une porcherie sur les crêtes mais en plus chacun sait que les porcheries de grande taille (comme au Danemark, en Allemagne, en Bretagne) ont un impact sur l’environnement tellement négatif que les acteurs de la filière sont constamment à la recherche de solutions innovantes. A fortiori une telle production annuelle de viande de porc sur place est incompatible avec les contraintes des réserves naturelles ou les parcs régionaux au fort capital historique et touristique.
Le problème de la forte consommation en volume se pose également pour les myrtilles servies le plus souvent en tarte. Les fermes-auberges qui n’ont plus le label du réseau départemental peuvent les acheter congelées peu importe leurs origines mais celles qui sont restées dans le réseau sont légalement tenues de servir des myrtilles micro-locales. Deux arguments prouvent que le fermier-aubergiste se retrouve face à un défi quasi impossible à relever puisque, suivant la taille des établissements, il est question ici de centaines de kilos par an et par ferme-auberge. D’abord il est interdit de cueillir les brimbelles dans le périmètre de la réserve naturelle des crêtes. Ensuite il faut avoir le personnel requis pour cueillir ce petit fruit pour lequel il faut compter des heures pour arriver à une récolte de quelques kilos. La période de la cueillette est limitée dans le temps pour des raisons naturelles mais aussi par décret ministériel. En-dessous de 900 m d’altitude, le pic de la saison de la cueillette est début juillet ; les sites ne livrent pas tous les ans la même quantité ni la même qualité ; une fois cueillie, il faut des bras pour faire les bocaux comme autrefois ou de la place pour les congeler. Dans le parc naturel régional des Ballons des Vosges, la cueillette est autorisée du 15 juillet au 15 décembre pour une consommation familiale, soit 2 kg par jour par personne. L'utilisation du peigne est suivant les départements concernés interdite ou juste tolérée. Dans ces conditions, des dizaines de fermes-auberges ne peuvent pas servir autant de myrtilles fraiches et locales à leurs clients sachant qu’il faut aussi compter parmi les cueilleurs les personnes privées.
Le repas marcaire est victime de son succès car il répond aux besoins du moment pour le type de clientèle qui fréquente les crêtes vosgiennes. Par nécessité, les fermes-auberges adoptent de plus en plus des stratégies de restaurant, s’alignent sur les tarifs de menus des établissements conventionnels. Certaines fermes-auberges servent des produits alternatifs avec de la viande de veau dans la terrine ou la tourte par exemple, suppriment la tarte de brimbelles trop gourmande en quantité de fruits et servent des desserts de substitution avec moins de myrtilles.
Finalement, force est de constater que le problème réside dans la capacité d’accueil des fermes-auberges. La ferme-auberge à l’instar de la Jausestation sur les alpages autrichiens a forgé sa réputation sur l’accueil familial, authentique et bon marché. En contrepartie, le propriétaire ou son épouse ne pouvaient servir que du lait, du fromage ou du fromage blanc, de la soupe entre autres. Le succès en termes de fréquentation des crêtes vosgiennes, et indirectement des fermes-auberges, provoquent des rappels à l’ordre chaque année car c’est un secret de polichinelle de croire que les auberges ne peuvent en aucun fournir autant de repas issus de la production sur place. A l’inverse on peut comprendre qu’un fermier-aubergiste à proximité des pistes de ski refuse de fermer sa ferme-auberge et de perdre un chiffre d’affaires important pour son exploitation. Tout dépend du concept et de la philosophie de chaque fermier qui doit faire des choix. Il appartient ensuite à chaque client de faire également son choix en faisant attention aux labels affichés à la porte d’entrée, en se posant question de savoir ce qui compte à ses yeux ou pas entre la tradition contraignante, le respect de la nature et l’adaptation inévitable des établissements d’estive aux nouveaux concepts touristiques.
La ferme-auberge se distinguait par sa modestie ou son humilité dans un cadre naturel souvent protégé. Tant que le tourisme se limitait à quelques randonneurs et quelques visiteurs du dimanche le concept était viable. Aujourd’hui seule la législation peut sauver la tradition. Il faudrait miser sur la flexibilité, y compris en fragmentant le repas marcaire pour la faim et le budget de chacun. Une assiette de tofailles avec une salade verte est déjà très nourrissante.
La présente évolution socio-économique pose beaucoup de questions quant à la faisabilité de projets touristiques alternatifs respectueux de la tradition : le phénomène n'est pas spécifique aux Vosges puisqu'il touche toutes les régions de montagne et particulièrement les Alpes. Si l'on prend l'exemple du petit village Tschlin dans le canton des Grisons en Suisse, membre du projet intercommunal Bun Tschlin regroupant plusieurs acteurs économiques du milieu agroalimentaire, de l'artisanat et de l'hôtellerie, on se rend compte que les mêmes causent ont les mêmes effets: exode rural, abandon des alpages, diminution du bétail en estive ou pas, mutation dans le secteur touristique judicieuse ou pas, sens et intérêt du tourisme de masse, pour ne citer que ceux-ci. Une visite guidée de la laiterie-fromagerie artisanale du village montre que les réticences ont été identiques en ce qui concerne l'introduction des chèvres et des moutons sur les alpages traditionnellement réservés aux bovins. Par ailleurs les alpages sont devenus des alpages de traite (Melkalp) car le lait est descendu des hauts pâturages par la route ou des sentiers vicinaux jusqu'au village situé à mi-pente à 1 500 m d'altitude. Le fromage n'est plus fabriqué dans les marcairies isolées au pied des cimes rocheuses. La laiterie fabrique maintenant des fromages à base de lait de vache, buffle, chèvre et mouton et écoule sa marchandise en circuit court en refusant de dépasser sa capacité. Le circuit premium et l'industrie du luxe complète les débouchés sur le seul territoire nationale suisse grâce à des revendeurs. Il semble que les artisans et les professionnels du monde agroalimentaire, ici fromager, ont à faire des choix y compris dans le but qu'ils veulent se fixer entre faire du chiffre d'affaires ou s'intégrer à un projet plus vaste et plus cohérent.